# Colin Addison
Colin Addison (Taunton, 18 maggio 1940) è un ex calciatore e allenatore di calcio inglese.

## Palmarès

### Allenatore

#### Competizioni nazionali
- Kuwait Premier League: 1

Al-Arabi: 1992-1993